# Флаг Ирбита
Флаг муниципального образования город Ирби́т Свердловской области Российской Федерации — опознавательно-правовой знак, составленный и употребляемый в соответствии с правилами вексиллологии. Флаг (наряду с гербом) служит символом города Ирбита как центра муниципального образования, символом единства его населения, прав и процесса местного самоуправления.
Флаг утверждён 21 июня 2001 года, как флаг муниципального образования «Город Ирбит» (после муниципальной реформы — муниципальное образование город Ирбит), и внесён в Государственный геральдический регистр Российской Федерации с присвоением регистрационного номера 780.
Решением думы муниципального образования город Ирбит от 30 августа 2012 года № 48, название флага приведено в соответствие с названием муниципального образования.

## Описание
«Полотнище с соотношением сторон 3:5, разделённое на две равные горизонтальные полосы — белую и красную, с воспроизведением посередине белой полосы равноконечного голубого Андреевского креста, а посередине красной полосы — скрещённых жёлтых сабли и кадуцея.
Обратная сторона полотнища зеркально воспроизводит лицевую».

## Обоснование символики
В основу флага положен исторический герб города Ирбита, Высочайше утверждённый 22 января (2 февраля) 1776 года:

Прямо стоящій щитъ, разрѣзанный поперегъ на-двое, въ верхней части въ серебряномъ полѣ голубой Андреевской крестъ, показующій непоколебимую вѣрность жителей города Ирбита къ Ея Императорскому Величеству; в нижней части въ красномъ полѣ положенные на крестъ сабля и Меркуріев жезлъ золотые, означающіе, первое, пораженіе симъ оружіемъ злодѣевъ, а второе упражненіе въ торговлѣ жителей сего мѣста.